# Syrrhapte du Tibet
Syrrhaptes tibetanus
Espèce
Statut de conservation UICN

 LC  : Préoccupation mineure
Le Syrrhapte du Tibet  (Syrrhaptes tibetanus) est une espèce de grands oiseaux de la famille des Pteroclidae. 
Cet oiseau niche à travers le plateau aride plateau rocailleux du Tibet et ses environs.

## Description
Le syrrhapte du Tibet a une longueur de 30 à 41 cm. Ses parties supérieures ont une coloration fauve ; il a une face orange, une gorge grise finement barrée, un ventre blanc et le dessous des ailes est noir. Ces deux derniers critères permettent de le distinguer de son cousin, le Syrrhapte paradoxal, avec lequel il partage une partie de son aire de répartition. Tous deux ont les pattes et les pieds emplumés.
Les parties supérieures de la femelle sont plus barrées et plus ternes que celles du mâle, et sa queue est plus courte.
Cet oiseau grégaire a une petite tête, ressemblant à celle d’un pigeon, mais un corps robuste et compact. Ses ailes et sa queue sont longues et pointues, et il a un vol rapide et direct.

## Comportement
Habituellement, les groupes s’envolent vers les points d’eau à l’aube, mais aussi au crépuscule.

## Reproduction
Son nid est une dépression grattée à la surface du sol, dans laquelle sont pondus trois œufs brun clair camouflés par des taches.

### Source
- (en) Cet article est partiellement ou en totalité issu de l’article de Wikipédia en anglais intitulé « Tibetan Sandgrouse » (voir la liste des auteurs).